# 泥坑酒
泥坑酒是河北宁晋出产的一种白酒，源于1916年当地换马店镇楼底村秀才范老诚创立的“志诚公”烧坊。1946年代就将志诚公和其他两家私人酒坊“志诚永”、“福盛泉”合并成立宁晋县制酒厂，后数度扩建、易名。2006年被河北宁纺集团收购成为民企。泥坑酒乃以红高粱为原料，小麦制成的中、高温大曲为糖化发酵剂，用收入河北省级非物质文化遗产项目的泥池固态发酵、混蒸混烧、量质摘酒、分级贮存，等老五甑传统生产工艺酿成的浓香型白酒。